# Zum 10. Mai

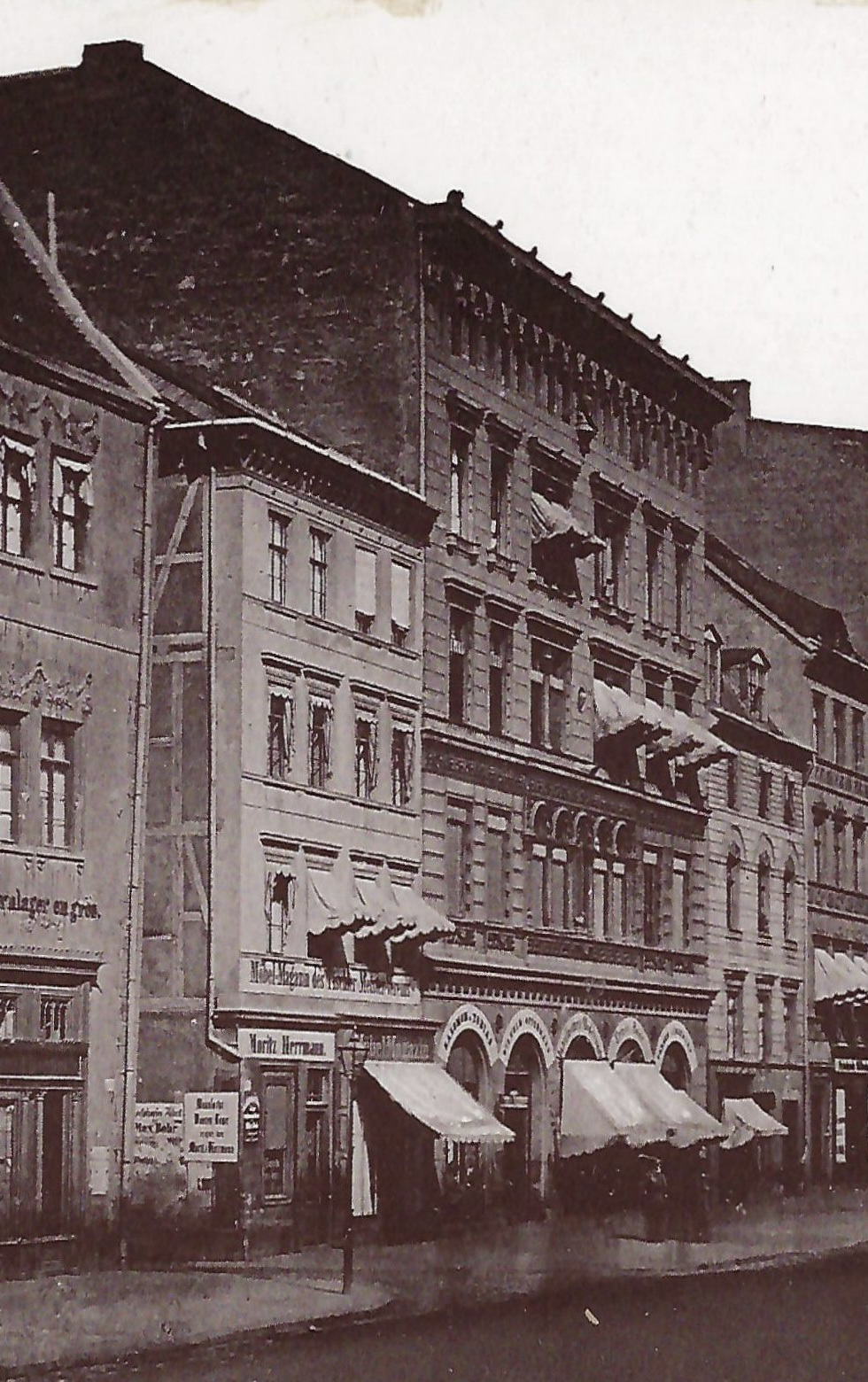
Haus Zum 10. Mai, vor 1890

Das Haus Zum 10. Mai war ein historisches Wohn- und Geschäftshaus in Magdeburg im heutigen Sachsen-Anhalt. Es wurde während des Zweiten Weltkriegs zerstört.

## Lage
Das Gebäude befand sich in der Magdeburger Altstadt auf der Westseite des Breiten Wegs an der Adresse Breiter Weg 146. Nördlich grenzte das Haus Zum grauen Wolf, südlich das Haus Zu den drei Krebsen an. Heute befindet sich an dieser Stelle etwa der mittlere Bereich der Ostseite des Centrum-Warenhauses.

## Name
Zunächst trug das Gebäude den Namen Zum weißen Bracken, wobei als Bracke ein kurzhaariger Vorstehhund bezeichnet wird. Der Name ist 1632 belegt. Später hieß es Zum weißen Hündchen. Der Name war noch 1744 gebräuchlich. Auch die Variante Zum weißen Hunde findet sich. Der bis zur Zerstörung gebräuchliche Name Zum 10. Mai wurde erst im 19. Jahrhundert verwendet.
Das Datum 10. Mai hat für die Stadt Magdeburg als Tag der Zerstörung der Stadt im Jahr 1631 eine besondere Bedeutung. Der trotzdem für ein Haus ungewöhnliche Name ging auf den langjährigen Eigentümer, den Bürgermeister Stephan Lentke, zurück. Lentke errichtete mit seinem Testament vom 6. August 1684 eine Stiftung, deren Kapital als Hypothek auf das Haus eingetragen wurde. Sie sollte an den 10. Mai erinnern, ihre Zinsen wurden auch jeweils an diesem Tag verteilt. Die Beträge wurden auch an Bewohner des Hospitals St. Annen und an das Kloster Mariae Magdalenae gezahlt. Vor diesem Hintergrund wurde am Haus die Inschrift Gedenke des 10ten Mai 1631 angebracht. Sie wird erstmalig 1810 erwähnt.

## Geschichte
In der Zeit vor 1631 gehörte das als Brauhaus geführte Haus Moritz Lentke. Er verkaufte die Stätte und somit das wohl in Folge der Zerstörung Magdeburgs im Jahr 1631 wüste Grundstück für 150 Taler an seinen Vetter Stephan Lentke, der es wieder bebaute und selbst bewohnte. Hinsichtlich der den späteren Namen begründenden Stiftung, wird als Grund der Stiftung, abweichend von dieser Situation, auch angegeben, sie sei erfolgt, da das Haus bei der Zerstörung verschont geblieben sei. Diese Vermutung ging wohl auch in die Sage zum Haus ein. Lentke erwarb acht weitere, hinter dem Grundstück im Bereich Stiftstraße 4 und 5 gelegene Brandstätte hinzu und richtete einen Ackerhof ein. Sein Hof erstreckte sich hinter den Häusern des Breiten Wegs zwischen Breiter Weg 141 (bis in die Große Schulstraße) und 147. Das Braurecht bestand zunächst bis in die Zeit um 1650, dann wurde es auf das Haus Breiter Weg 144 übertragen. Als weiteres Recht ruhte auf dem Haus jedoch das Gewandschnittrecht. Lentkes Tochter Dorothea heiratete später den bekannten Magdeburger Bürgermeister Otto von Guericke. Stephan Lentke blieb bis zu seinem Tod 1684 Eigentümer, ihm folgten seine Erben nach. Im Jahr 1692 verkauften die Erben des Bürgermeisters Heinrich Konrad Beckendorf das Gebäude für 4300 Taler an den Kaufmann Johann Georg Plattner. Zu diesem Zeitpunkt bestand wieder ein Braurecht. Plattner folgte sein Schwiegersohn, der Sekretär Johann Sigismund Wolkenstein nach, bis er 1704 verstarb. Seine Witwe verkaufte es im Jahr 1707 für 5200 Taler an den Kaufmann Christian Köppe.
Aus der Zeit der Regierung des Gouverneurs Leopold I. ist überliefert, dass das Gebäude üppig und sehr farbig mit Landschaftsbildern bemalt war. Auf Befehl Leopolds musste das Gebäude dann jedoch schlicht gelb und weiß, im Stile der benachbarten Häuser, angemalt werden.

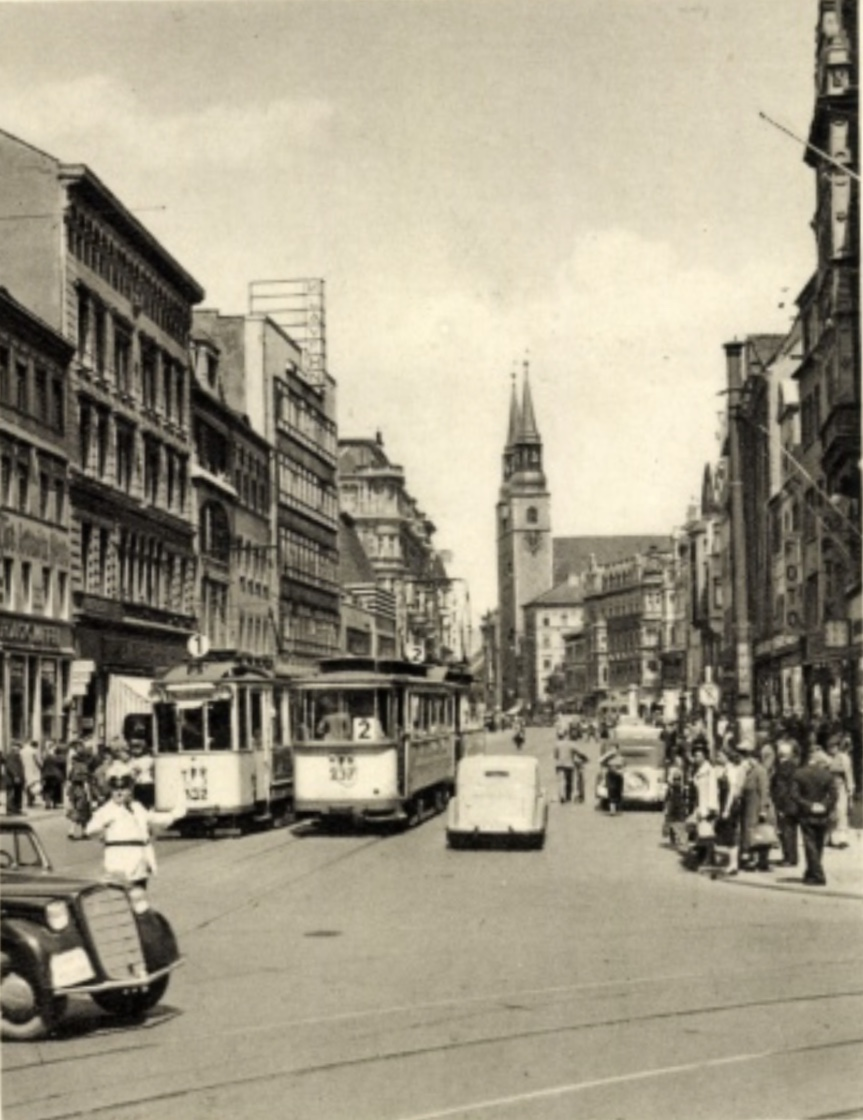
Breiter Weg in den 1920er Jahren, Haus Zum 10. Mai als zweites von links

1803 war der Eigentümer ein Bertram. Die Baugeschichte des Hauses ist nicht überliefert, da die Bauakte nicht erhalten ist. Möglicherweise in der Zeit um 1810 erfolgte ein Um- bzw. Neubau im Stile des Klassizismus. Um das Jahr 1823 gehörte das Gebäude Friedrich Wilhelm August Rademacher, der hier die Handlung C. Harder & Co. betrieb. 1845 war ein Schulz Eigentümer, 1870 dann der Kaufmann Oppermann. Im Jahr 1914 waren der Rentier R. Oppermann, der jedoch im Breiten Weg 264 wohnte, die Witwe M. Oppermann (Kaiserstraße 57) und der Kaufmann W. Oppermann Eigentümer des Hauses. Anfang der 1920er Jahre war die Fassade farbig ausgeführt und dürfte so zu den nach Entwürfen von Bruno Taut im Zuge des Neuen Bauens gestalteten Hausfassaden gehört haben.

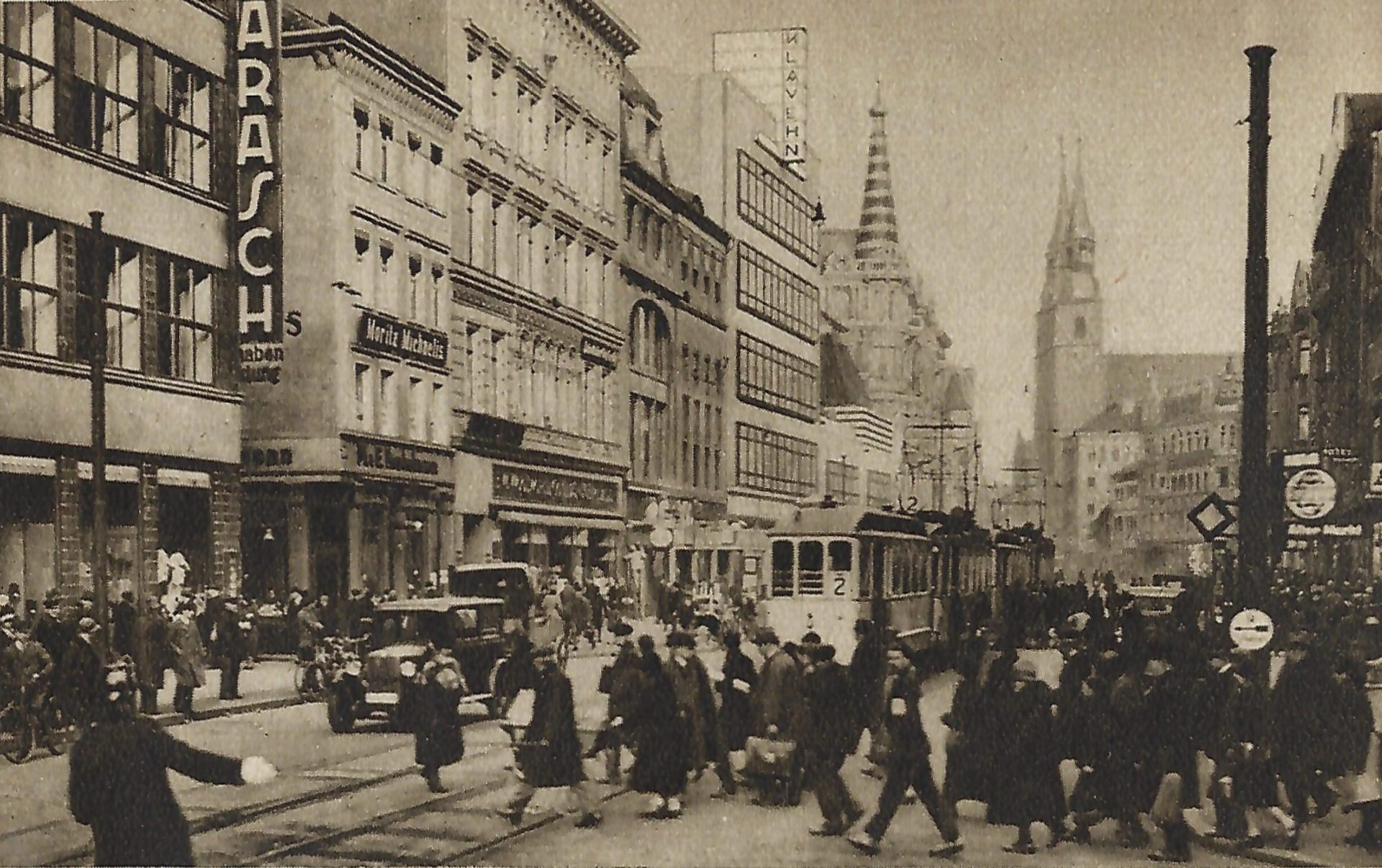
Straßenszene in Magdeburg vor dem Haus Zum 10. Mai (drittes Haus von links), 1920er/Anfang 1930er Jahre

In der Zeit um 1924 betrieb Richard Lindemann ein Spezialhaus für Hüte und Schirme. 1925 erwarb der jüdische Kaufmann Jacob Abrahamsohn das Haus, 1933 zog die Familie dann auch hier ein. 1938 wurde er während der nationalsozialistischen Gewaltherrschaft gezwungen, das Haus und seine Firma zu verkaufen. Es wurde von Woolworth übernommen. Die Familie Abrahamsohn bestehend aus Jacob, Henriette und der Tochter Ruth-Helene wohnten zunächst weiter im Haus, wurden dann aber 1942 in das Ghetto Warschau deportiert und noch im gleichen Jahr im KZ Treblinka ermordet. Drei 2011 gesetzte Stolpersteine erinnern an sie. Woolworth betrieb hier ein Warenhaus für Billigartikel. Als Mieter befanden sich im Haus das Dentallabor B. Bartsch, der Dentist K. Eschert, der Herrenschneider F. Bendix und das Detektivbüro Georg Grau.
Während des Zweiten Weltkrieges brannte das Gebäude im Jahr 1945 aus und wurde weitgehend zerstört. Einsturzgefährdete ruinöse Reste wie Hausfront und Brandgiebel wurden etwa im September 1946 abgerissen. In der Zeit der DDR entstand an der Stelle das Centrum-Warenhaus, die heutige Karstadt-Filiale.

## Architektur
Im 19. und 20. Jahrhundert war das Haus viereinhalbgeschossig ausgeführt. Die Fassade zum Breiten Weg war achtachsig und reich verziert. Mittig befand sich im ersten Obergeschoss ein Bereich mit fünf auf sechskantigen Säulen ruhenden Rundbögen. Die Säulen verjüngten sich jeweils nach oben und liefen dort in figürlich gestaltete Kapitelle aus. Oberhalb der Rundbögen befand sich ein reich mit Ornamenten verzierter Fries, der sich über die komplette Breite der Fassade zwischen erstem und zweitem Obergeschoss erstreckte. Ein ähnlicher aber schmalerer Fries war auch unterhalb der Säulen angeordnet.
Während vier der Rundbögen jeweils ein Fenster überspannten, befand sich in der mittleren Säulennische die Inschrift:
Gedenke

des

10ten Mai

1631.
Darunter befand sich auf einem Podest die plastische Darstellung eines Hundes. Im zweiten Obergeschoss und am Mezzaningeschoss befand sich mittig jeweils eine Büste.

## Sage
Vermutlich bedingt durch die Stiftung mit Bezug auf den 10. Mai 1631 entstand eine Ansicht von Ortschronisten, die dem Haus eine besondere Funktion bei den Ereignissen dieses Tages zuordneten. Auch in den Sagensammlungen wird das Haus gesondert erwähnt.
Nach der Sage Das Haus zum 10. Mai. blieb das 1631 hier bestehende Gebäude trotz der weitgehenden Zerstörung der Stadt erhalten. Es habe dem ehemaligen Ratsherren Johann Alemann gehört, der im Dreißigjährigen Krieg mit der kaiserlichen katholischen Seite sympathisiert haben soll und daher als Ratsherr nicht wieder gewählt wurde. Während der Belagerung der Stadt im Jahr 1631 habe er sich auf seinem Gut Sohlen aufgehalten, während seiner Familie im Haus lebte. Er habe sich dann für Verhandlungen und einen Vergleich mit dem die Stadt belagernden Tilly eingesetzt und seinem Schwager, dem Bürgermeister Georg Kühlewein ein Brief gesandt, in dem er forderte, ihm Verhandlungsvollmacht zu erteilen. Die Ratsversammlung wies das zurück. Bei der kurz darauf erfolgten Erstürmung der Stadt, hätte das Haus der Alemanns unter kaiserlichem Schutz gestanden. Es hätten große Buchstaben an der Tür gestanden und es wären kaiserlicher Wachtposten zum Schutz des Hauses aufgezogen, die allerdings erhebliche Mühe gehabt hätten, Angriffe und Plünderungsversuche abzuwehren. Weitere Verwandte samt ihrer Familien flohen daraufhin in das Gebäude, darunter die Bürgermeister Georg Kühlewein, Georg Schmidt und Johann Westphal sowie der Ratsherr Otto Gerike. Generalkriegskommissar von Walmerode hätte dann die Schutzsuchenden aus der brennenden Stadt hinaus nach Schönebeck (Elbe) gebracht. Die Magdeburger Bevölkerung warf den Geflüchteten, jedoch insbesondere Alemann Verrat vor. Das Haus selbst wurde durch den sich ausbreitenden Feuersturm beschädigt, blieb jedoch weitgehend erhalten. Wegen der Ereignisse und zur Erinnerung daran, dass die früheren Bewohner Verräter an der Stadt gewesen seien, sei das Haus dann als Zum 10. Mai benannt wurden.
Die Zuflucht von Personen in ein Haus der Familie Alemann fand tatsächlich statt. Allerdings handelte es sich hierbei nicht um das Haus Zum 10. Mai, sondern um das Haus Zum goldenen Greif (Alter Markt 11).